# Koerberia biformis
Koerberia biformis är en lavart som beskrevs av A. Massal. Koerberia biformis ingår i släktet Koerberia och familjen Placynthiaceae.   Inga underarter finns listade i Catalogue of Life.